# Villaudric
Villaudric é uma comuna francesa na região administrativa de Occitânia, no departamento de Alta Garona. Estende-se por uma área de 12,16 km². Em 2010 a comuna tinha 1 588 habitantes (densidade: 130,6 hab./km²).

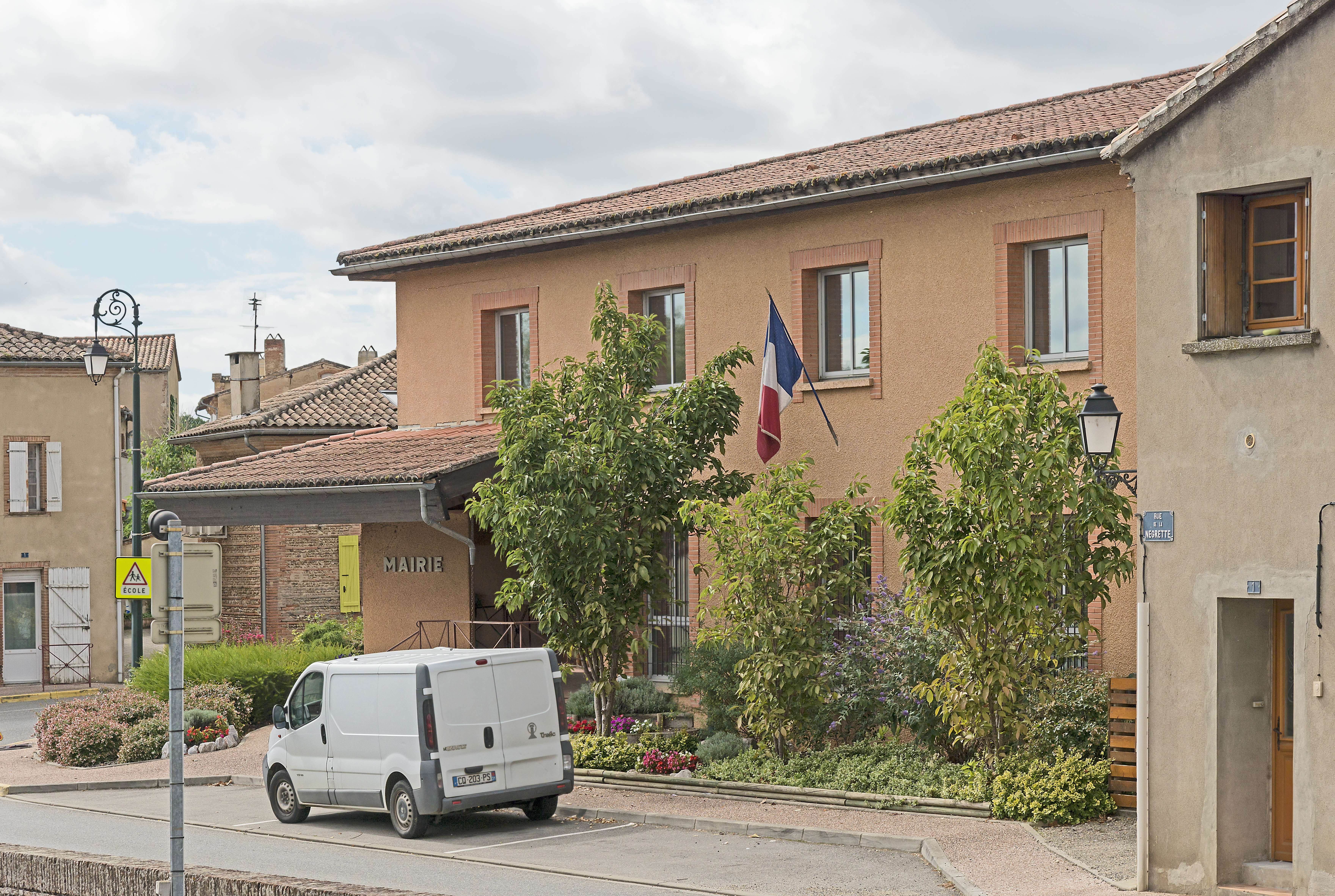
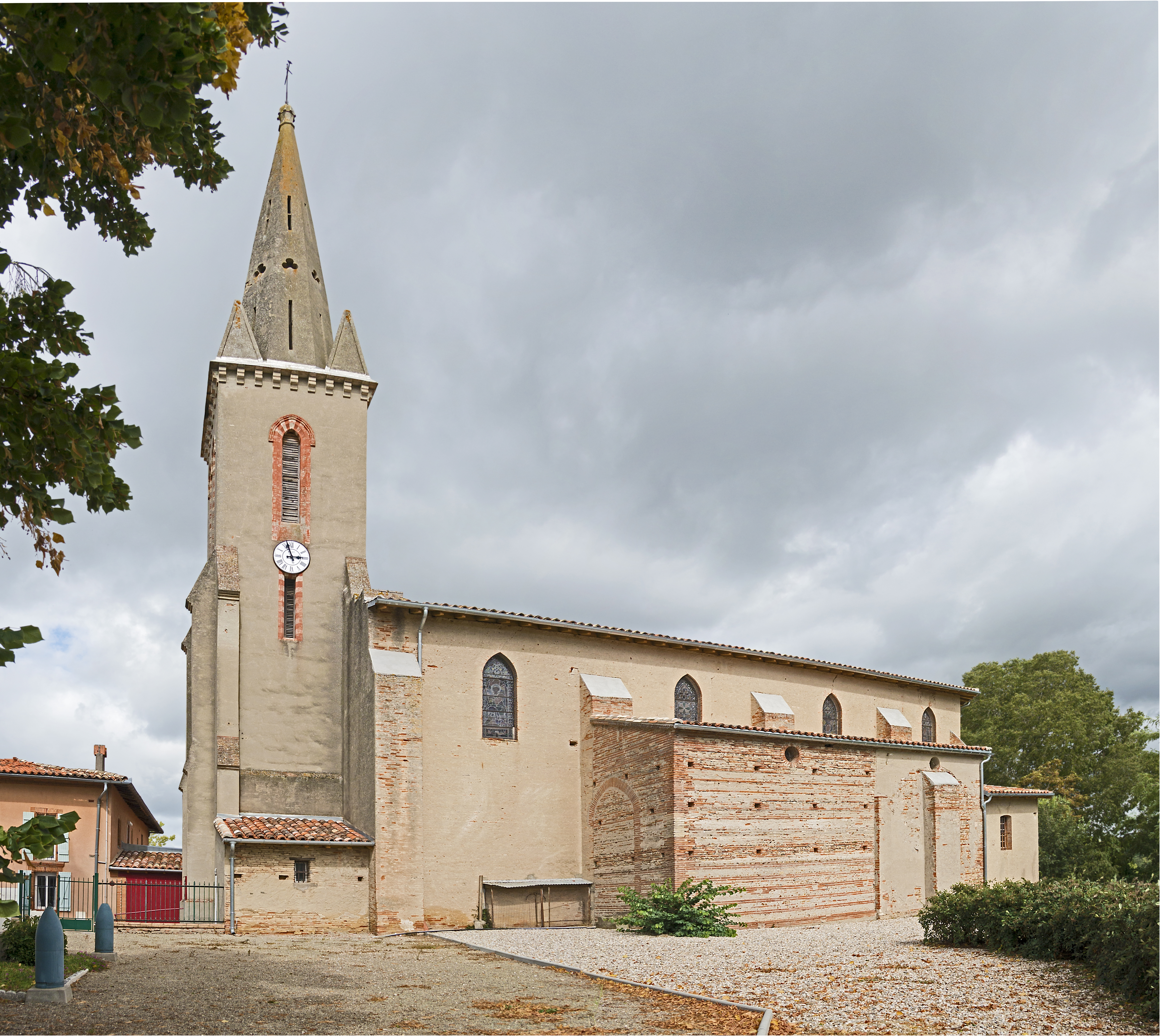